# Panucho

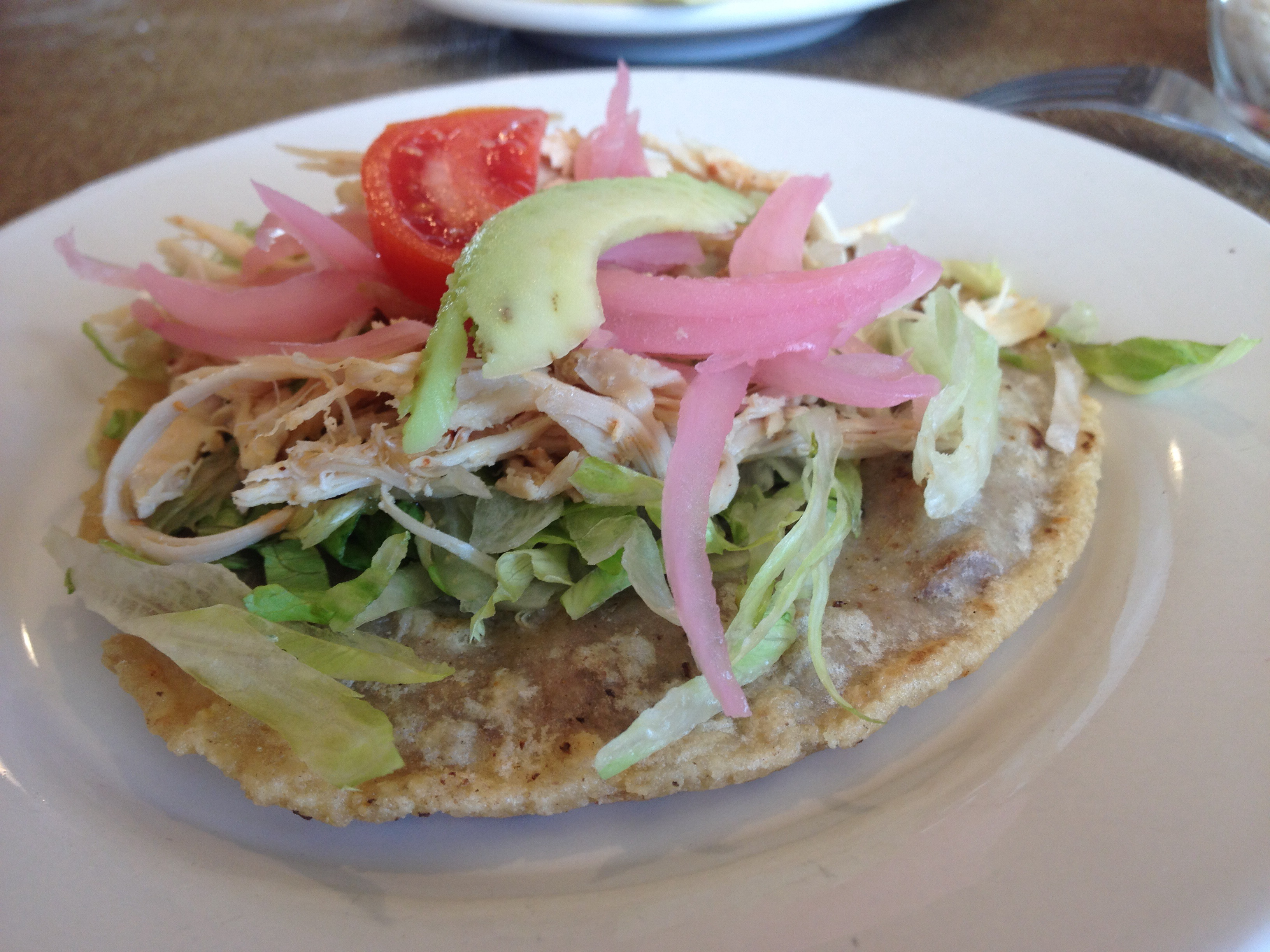
Panucho tradicional yucateco.

El panucho es un platillo mexicano típico muy popular en el sureste de México, se consume en Yucatán, Quintana Roo, Campeche, Chiapas, Tabasco y parte de Veracruz. El panucho consiste en una tortilla rellena de frijol con la carne (pavo, pollo, res, cochinita, etc.) y demás ingredientes en la parte superior. Los panuchos de Tabasco, Chiapas y Veracruz se diferencian de los Yucatecos porque se hacen de una tortilla de masa freída directamente en aceite o manteca de cerdo, sin cocinarla primero en un comal; se preparan uniendo dos piezas de masa y rellenándolas de frijol y carne antes de freírlas, el resto de ingredientes van encima. En ambos casos y dependiendo del lugar, encima pueden llevar lechuga, repollo, tomate, cebolla encurtida, aguacate, queso, crema, huevo cocido, recados y salsas.   
El panucho se distingue del salbut porque el salbut solo es una tortilla de masa frita en aceite y no tiene ningún relleno, todos los ingredientes van en la parte superior.

## Historia
El panucho tiene su origen en la ciudad de Mérida, Yucatán, en una zona aledaña al barrio de San Sebastián, conocida como la Ermita de Santa Isabel.
La tradición popular narra que en esta zona vivía un señor conocido como «Don Hucho», el cual tenía un puesto de alojamiento y comida para los viajeros que iban o venían rumbo a Campeche a través del «Camino Real» que era como se le conocía a la principal vía de comunicación entre esas dos ciudades, hacia mediados del siglo XIX. 
Cierto día, un viajero que llegó entrada la noche le pidió algo de comer a Don Hucho, a lo que este respondió que no tenía nada que ofrecer. El viajero insistió, diciendo que comería cualquier cosa y don Hucho comenzó a preparar un bocadillo con los ingredientes que tenía a mano en ese momento: pan con frijoles colados y huevo cocido, el cual ofreció al viajero. Este platillo resultó del agrado de los pasantes de aquella época, quienes empezaron a llamarlo «El pan de don Hucho». Con el paso de los tiempos, el pan se reemplazó por tortilla y el platillo se popularizó hasta ser llamado «panucho».
Actualmente, el panucho, junto a otros platos de la comida yucateca como el salbut, polcán, empanadas de carne y queso etc., pueden comerse en todos los mercados tradicionales de la península de Yucatán, tanto en su forma convencional (con pavo o pollo a la yucateca) como en variaciones usando relleno negro, y muchos otros.   
Generalmente no son el alimento principal de una comida, sino un antojito. Son muy apreciados en varias partes de México, gracias a la difusión de los restaurantes yucatecos.